# Подваровка
Подваровка (укр. Підварівка) — село,
Козловщинский сельский совет,
Котелевский район,
Полтавская область,
Украина.
Код КОАТУУ — 5322281906. Население по переписи 2001 года составляло 9 человек.

## Географическое положение
Село Подваровка находится на левом берегу реки Ворскла,
на противоположном берегу — село Михайловка (Диканьский район).
Село окружено большим лесным массивом урочище Коржевые Могилы (сосна).

## История
Была приписана на 1775 год к Михайловской церкви в Брусии
Село указано на трехверстовке Полтавской области. Военно-топографическая карта.1869 года как хутор Натягайловка